# Saussignac (AOC)
Pour l’article homonyme, voir Saussignac.
Le saussignac est un vin liquoreux français qui bénéficie d'une appellation d'origine contrôlée française du vignoble du Sud-Ouest de la France. C'est une appellation locale incluse dans l'appellation régionale bergerac. Son nom provient de la commune éponyme.

## Historique
Saussignac fait partie du vignoble de Bergerac. En cela, il partage une histoire commune avec l'appellation bergerac. 
Rabelais évoque, dans Pantagruel, « les moines défricheurs de monestiers et grand buveurs de saussignac ».[source insuffisante]
Dans les années 1930, un différend oppose un viticulteur de Gageac-et-Rouillac, commune voisine de Saussignac, à l'appellation monbazillac. Il perd son procès en 1934, la décision de justice excluant les producteurs de cette zone de la prestigieuse AOC de vin blanc liquoreux. 
À partir de 1956, ils peuvent cependant étiqueter leurs vins « côtes-de-bergerac - côtes-de-saussignac » avant d'obtenir une AOC en 1982.

## Situation

### Aire géographique
L'appellation saussignac couvre quatre communes : Gageac-et-Rouillac, Monestier (Dordogne), Razac-de-Saussignac et Saussignac. Elle est située sur les coteaux de la rive gauche de la Dordogne.

### Géologie et orographie
Le vignoble est établi en coteaux à pente faible. Il repose sur des terrains sédimentaires de la fin de l'Éocène et du début de l'Oligocène.
Trois formations coexistent ; la molasse du Fronsadais qui se présente ici comme un grès tendre, le calcaire de Castillon forme la structure la plus dure du plateau et les molasses de l'Agenais qui surmontent le tout. Pierre et argile alternent et peuvent être présentes dans la même parcelle. La toponymie des lieux indique une richesse en fer du sous-sol : Ferriol ou la Ferrière.
Ces sols sédimentaires assez riches demandent un choix de porte-greffe judicieux. Une vigueur modérée est nécessaire pour juguler la production. L'exposition nord du coteau préserve des ardeurs du soleil et l'exposition tournée vers la rivière favorise le développement de la pourriture noble.

### Climatologie
Dans cette zone, l'humidité automnale favorise certaines années la pourriture noble.

## Le vignoble

### Encépagement
Les cépages principaux sont la muscadelle B, les sauvignon B et gris G et le sémillon B. Les cépages accessoires sont le chenin B, l'ondenc B et l'ugni blanc B.
Les cépages principaux doivent représenter au moins 90 % de l'encépagement. Leur propension à donner des degrés alcoométriques élevés et à prendre la pourriture noble en fait un bon choix pour ce terroir. 

### Pratiques culturales
La densité de plantation est de 5 000 pieds de vigne par hectare. L'intervalle entre pieds doit être au moins de 0,90 m dans le rang.
La taille pratiquée est variée : guyot, cordon de royat ou à coursons (ou gobelet), mais elle ne doit pas laisser plus de 10 yeux (l'œil est un bourgeon porteur de fruits).
La hauteur de feuillage doit être d'au moins 0,6 fois l'écartement entre rangs. Cette mesure est destinée à conserver une surface foliaire suffisante pour assurer une bonne maturité : ce sont les feuilles qui, par la photosynthèse, fabriquent le sucre nécessaire à la plante et au raisin.
L'irrigation est interdite. Le taux de pieds morts ou manquants est limité à 20 % par parcelle. Au-delà, le rendement est diminué dans les mêmes proportions.

### Récolte

#### Rendement
La charge maximale à la parcelle est limitée à 7 500 kg. Le rendement moyen d'une exploitation pour l'AOC saussignac ne doit pas dépasser 25 hectolitres par hectare.

#### Maturité
Pour qu'un lot de raisin soit considéré à bonne maturité, il faut qu'il contienne au moins 272 grammes par litre de moût.

#### Vendange
Le début des vendanges est conditionné à la publication du ban des vendanges. À partir de cette date, les opérations peuvent commencer. La machine à vendanger n'est pas autorisée et la récolte doit se faire en plusieurs passages pour effectuer un tri. Seules les grappes les plus mûres sont récoltées, les autres restant en place pour parfaire leur taux de sucre.

### Vinification
Le raisin est pressé dès son arrivée au chai. Après avoir été refroidi, le moût est gardé à basse température pour le débourbage. Le moût se réchauffe lentement avant d'être mis à fermenter après un levurage, naturel ou levures du commerce. Le vigneron surveille la fermentation afin de pouvoir la stopper au moment où le taux de sucre résiduel prévu est atteint. La fermentation alcoolique a parfois lieu en cuve, mais le plus souvent en barrique. Compte tenu du niveau élevé de sucre et d'alcool, cette dernière se fait à petite vitesse. Certaines cuvées peuvent fermenter pendant un an.

### Contrôle analytique
Le vin fini doit avoir un degré alcoométrique acquis minimum de 11 % de volume et un degré alcoométrique naturel de 17 % de volume. La différence entre les deux valeurs correspond à la quantité de sucre résiduel non fermenté présente dans le vin. Initialement, l'appellation concernait un vin moelleux ayant un minimum de 18 grammes par litre de sucre résiduel. Dans les faits, le vin est aujourd'hui devenu un vin liquoreux très sucré par la favorisation de la pourriture noble.

## Le vin

### Dégustation

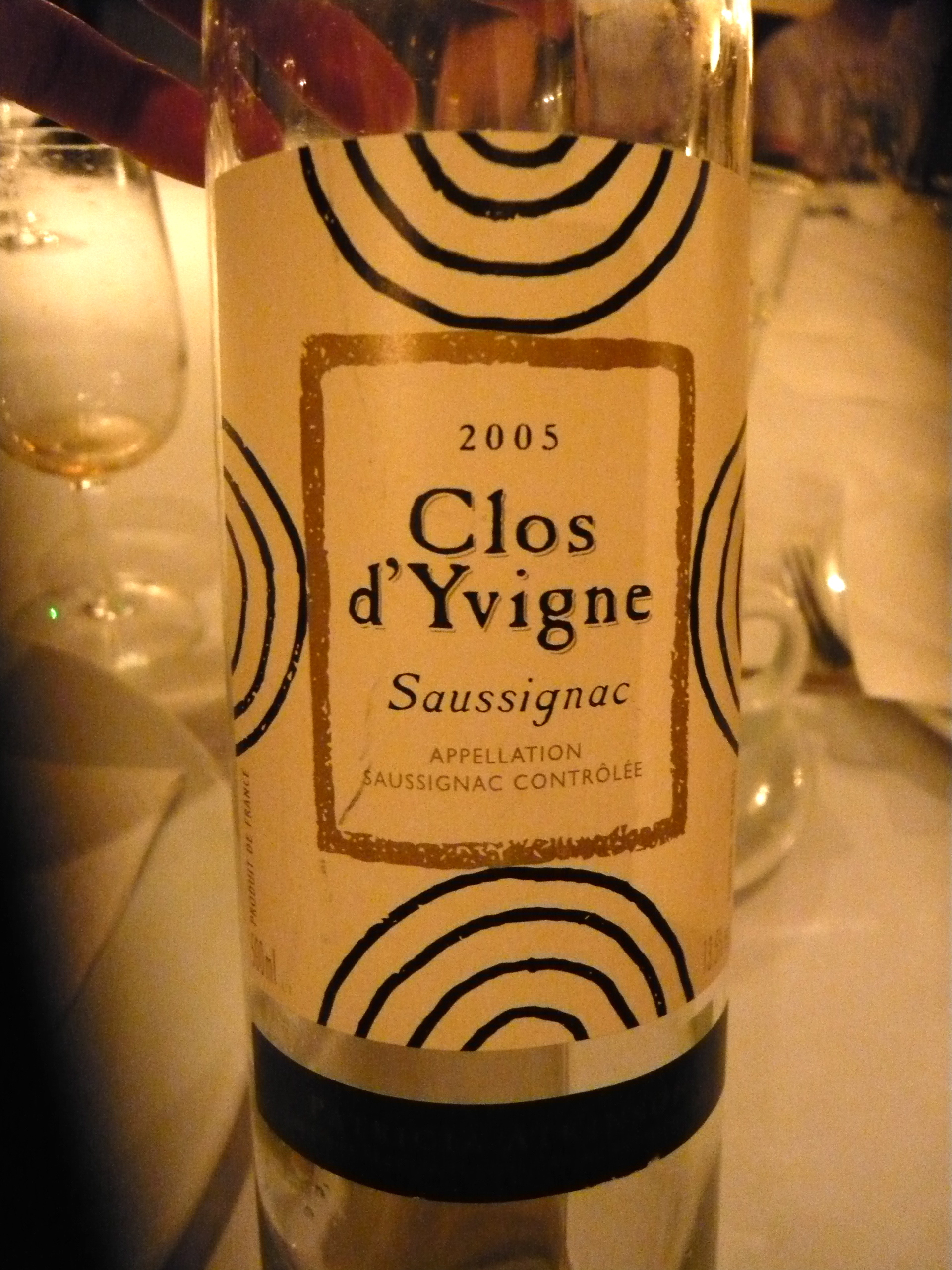
Clos d'Yvigne, AOC Saussinac

Le vin de saussignac est jaune soutenu, avec des nuances vieil or avec l'âge. Les arômes fruités (abricot, pêche), d'épice (caramel, cannelle) ou de fruits secs (amande, noisette, figue sèche, fruits confits) sont fréquents. Parfois on y discerne des notes florales (fleurs blanches, chèvrefeuille, jacinthe). En bouche, le saussignac est ample, gras, sirupeux. Ses arômes sont longs et doux en bouche.
La récente pratique de la surmaturité avec pourriture noble amène des arômes de fruits confits, et la vinification en barrique des notes vanillées.

### Accords à table
En vin moelleux, c'est un bon vin d'apéritif, mais il peut également être servi avec un poisson en sauce ou une volaille (par exemple, un poulet du Périgord au saussignac). Certains fromages tirent aussi profit de l'association avec un saussignac, comme le bleu d'Auvergne ou le cantal affiné.
En liquoreux, l'accord régional avec la cuisine du Périgord inclut forcément la terrine de foie gras d'oie ou de canard.
Pierre Casamayor le recommande avec des asperges en vinaigrette et coquillages, un pastis gascon ou un foie gras de canard chaud aux pommes.

## Production
|                            | 2005    | 2008   |
| -------------------------- | ------- | ------ |
| Surface (en hectare)       | 53      | 49     |
| Production (en hectolitre) | 1179 hl | 771 hl |

En 2005, l'appellation saussignac est exploitée par 34 opérateurs. 31 sont viticulteurs et 29 vinifient : 26 caves particulières, 2 caves coopératives et 1 négociant.

## Sources